# Cleveland Cavaliers 2019-2020
La stagione 2019-2020 dei Cleveland Cavaliers è stata la 50ª stagione della franchigia nella NBA.
La squadra viene affidata all'allenatore collegiale dei Michigan Wolverines, John Beilein in sostituzione dell'uscente Larry Drew, il 13 maggio 2019.
Il 19 febbraio 2020, il nuovo coach Beilein rassegna le dimissioni dopo 54 gare con un record di 14-40. Come nuovo head coach viene nominato J.B. Bickerstaff, che precedentemente aveva il ruolo di assistant coach.

## Draft
| Giro | Scelta | Giocatore      | Ruolo | Nazionalità            | Università/Squadra |
| ---- | ------ | -------------- | ----- | ---------------------- | ------------------ |
| 1    | 5      | Darius Garland | P     | Stati Uniti (bandiera) | Vand. Commodores   |
| 1    | 26     | Dylan Windler  | G/AP  | Stati Uniti (bandiera) | Belmont Bruins     |

## Roster
| \| Pos. \| Num. \| Naz. \| Nome \| Altezza \| Peso \| Data nascita \| Provenienza \| \| ---- \| ---- \| ---- \| -------------------- \| ------- \| ------ \| ------------ \| ------------------- \| \| AG/C \| 0 \| \| Love, Kevin (C) \| 203 cm \| 113 kg \| 07-09-1988 \| UCLA \| \| P \| 2 \| \| Sexton, Collin \| 185 cm \| 86 kg \| 04-01-1999 \| Alabama \| \| C \| 3 \| \| Drummond, Andre \| 208 cm \| 126 kg \| 10-08-1993 \| Connecticut \| \| AP \| 16 \| \| Osman, Cedi \| 203 cm \| 88 kg \| 08-04-1995 \| Turchia \| \| G \| 10 \| \| Garland, Darius \| 188 cm \| 79 kg \| 26-01-2000 \| Vanderbilt \| \| AG/C \| 13 \| \| Thompson, Tristan \| 206 cm \| 108 kg \| 13-03-1991 \| Texas \| \| C \| 41 \| \| Žižić, Ante \| 211 cm \| 115 kg \| 04-01-1997 \| Croazia \| \| AG \| 22 \| \| Nance, Larry \| 206 cm \| 104 kg \| 01-01-1993 \| Wyoming \| \| P \| 18 \| \| Dellavedova, Matthew \| 193 cm \| 90 kg \| 08-09-1990 \| Saint Mary \| \| AP \| 28 \| \| McKinnie, Alfonzo \| 203 cm \| 98 kg \| 17-09-1992 \| Green Bay Phoenix \| \| G \| 4 \| \| Porter, Kevin \| 198 cm \| 99 kg \| 04-05-2000 \| Southern California \| \| G \| 1 \| \| Exum, Danté \| 198 cm \| 86 kg \| 13-07-1995 \| Australia \| \| AG \| 32 \| \| Wade, Dean (TW) \| 208 cm \| 103 kg \| 20-11-1996 \| Kansas State \| \| G \| 31 \| \| Mooney, Matt (TW) \| 188 cm \| 90 kg \| 07-02-1995 \| Texas Tech \| \| G \| 9 \| \| Windler, Dylan (GL) \| 203 cm \| 91 kg \| 22-09-1996 \| Belmont \| \| G \| 14 \| \| Newman, Malik (GL) \| 191 cm \| 86 kg \| 21-02-1997 \| Kansas \| | Allenatore - J.B. Bickerstaff Assistente/i - Dan Geriot - Lindsay Gottlieb - Antonio Lang Legenda - (C) Capitano - (FA) Free agent - (S) Sospeso - (TW) Contratto Two-way - (GL) Assegnato a squadra G League affiliata - (SD) Scelta Draft - Infortunato Roster • Transazioni · Ultima transazione: 29 maggio 2020 |                        |                      |         |        |              |                     |
| Pos. | Num. | Naz.                   | Nome                 | Altezza | Peso   | Data nascita | Provenienza         |
| AG/C | 0 | Stati Uniti (bandiera) | Love, Kevin (C)      | 203 cm  | 113 kg | 07-09-1988   | UCLA                |
| P | 2 | Stati Uniti (bandiera) | Sexton, Collin       | 185 cm  | 86 kg  | 04-01-1999   | Alabama             |
| C | 3 | Stati Uniti (bandiera) | Drummond, Andre      | 208 cm  | 126 kg | 10-08-1993   | Connecticut         |
| AP | 16 | Turchia (bandiera)     | Osman, Cedi          | 203 cm  | 88 kg  | 08-04-1995   | Turchia             |
| G | 10 | Stati Uniti (bandiera) | Garland, Darius      | 188 cm  | 79 kg  | 26-01-2000   | Vanderbilt          |
| AG/C | 13 | Canada (bandiera)      | Thompson, Tristan    | 206 cm  | 108 kg | 13-03-1991   | Texas               |
| C | 41 | Croazia (bandiera)     | Žižić, Ante          | 211 cm  | 115 kg | 04-01-1997   | Croazia             |
| AG | 22 | Stati Uniti (bandiera) | Nance, Larry         | 206 cm  | 104 kg | 01-01-1993   | Wyoming             |
| P | 18 | Australia (bandiera)   | Dellavedova, Matthew | 193 cm  | 90 kg  | 08-09-1990   | Saint Mary          |
| AP | 28 | Stati Uniti (bandiera) | McKinnie, Alfonzo    | 203 cm  | 98 kg  | 17-09-1992   | Green Bay Phoenix   |
| G | 4 | Stati Uniti (bandiera) | Porter, Kevin        | 198 cm  | 99 kg  | 04-05-2000   | Southern California |
| G | 1 | Australia (bandiera)   | Exum, Danté          | 198 cm  | 86 kg  | 13-07-1995   | Australia           |
| AG | 32 | Stati Uniti (bandiera) | Wade, Dean (TW)      | 208 cm  | 103 kg | 20-11-1996   | Kansas State        |
| G | 31 | Stati Uniti (bandiera) | Mooney, Matt (TW)    | 188 cm  | 90 kg  | 07-02-1995   | Texas Tech          |
| G | 9 | Stati Uniti (bandiera) | Windler, Dylan (GL)  | 203 cm  | 91 kg  | 22-09-1996   | Belmont             |
| G | 14 | Stati Uniti (bandiera) | Newman, Malik (GL)   | 191 cm  | 86 kg  | 21-02-1997   | Kansas              |

## Classifiche

### Central Division
| Central Division    | Central Division | Central Division | Central Division | Central Division | Central Division | Central Division | Central Division | Central Division |
| Squadra             | V                | S                | V%               | PR               | Casa             | Trasf            | Div              | PG               |
| ------------------- | ---------------- | ---------------- | ---------------- | ---------------- | ---------------- | ---------------- | ---------------- | ---------------- |
| z - Milwaukee Bucks | 56               | 17               | .767             | 0,0              | 30–5             | 26–12            | 13–1             | 73               |
| x - Indiana Pacers  | 45               | 28               | .616             | 11,0             | 25–11            | 20–17            | 8–7              | 73               |
| Chicago Bulls       | 22               | 43               | .338             | 30,0             | 14–20            | 8–23             | 7–9              | 65               |
| Detroit Pistons     | 20               | 46               | .303             | 32,5             | 11–22            | 9–24             | 5–10             | 66               |
| Cleveland Cavaliers | 19               | 46               | .292             | 33,0             | 11–25            | 8–21             | 4–10             | 65               |

### Eastern Conference
| Eastern Conference | Eastern Conference     | Eastern Conference | Eastern Conference | Eastern Conference | Eastern Conference | Eastern Conference |
| #                  | Squadra                | V                  | S                  | V%                 | PR                 | PG                 |
| ------------------ | ---------------------- | ------------------ | ------------------ | ------------------ | ------------------ | ------------------ |
| 1                  | z - Milwaukee Bucks *  | 56                 | 17                 | .767               | –                  | 73                 |
| 2                  | y - Toronto Raptors *  | 53                 | 19                 | .736               | 2,5                | 72                 |
| 3                  | x - Boston Celtics     | 48                 | 24                 | .667               | 7,5                | 72                 |
| 4                  | x - Indiana Pacers     | 45                 | 28                 | .616               | 11,0               | 73                 |
| 5                  | y - Miami Heat *       | 44                 | 29                 | .603               | 12,0               | 73                 |
| 6                  | x - Philadelphia 76ers | 43                 | 30                 | .589               | 13,0               | 73                 |
| 7                  | x - Brooklyn Nets      | 35                 | 37                 | .486               | 20,5               | 72                 |
| 8                  | x - Orlando Magic      | 33                 | 40                 | .452               | 23,0               | 73                 |
|                    |                        |                    |                    |                    |                    |                    |
| 9                  | Wash. Wizards          | 25                 | 47                 | .347               | 30,5               | 72                 |
| 10                 | Charlotte Hornets      | 23                 | 42                 | .354               | 29,0               | 65                 |
| 11                 | Chicago Bulls          | 22                 | 43                 | .338               | 30,0               | 65                 |
| 12                 | N.Y. Knicks            | 21                 | 45                 | .318               | 31,5               | 66                 |
| 13                 | Detroit Pistons        | 20                 | 46                 | .303               | 32,5               | 66                 |
| 14                 | Atlanta Hawks          | 20                 | 47                 | .299               | 33,0               | 67                 |
| 15                 | Cleveland Cavaliers    | 19                 | 46                 | .292               | 33,0               | 65                 |

## Mercato

### Free Agency
Cedi Osman

### Arrivi

#### Rookie
| Data          | Giocatore       | Contratto                       | Provenienza      |
| ------------- | --------------- | ------------------------------- | ---------------- |
| 1 luglio 2019 | Dylan Windler   | Rookie - 2 anni - $4,7 milioni  | Belmont Bruins   |
| 1 luglio 2019 | Darius Garland  | Rookie - 2 anni - $13,1 milioni | Vand. Commodores |
| 3 luglio 2019 | Kevin Porter Jr | Rookie - 2 anni - $3,3 milioni  | USC Trojans      |

#### Free Agent
| Data             | Giocatore           | Contratto             | Provenienza       |
| ---------------- | ------------------- | --------------------- | ----------------- |
| 1 luglio 2019    | Dean Wade           | Two-way               | KSU Wildcats      |
| 6 agosto 2019    | Malik Newman        | 10 day                | S. Falls Skyforce |
| 16 agosto 2019   | Jarell Martin       | 1 anno - $2,4 milioni | Orlando Magic     |
| 3 settembre 2019 | Sindarius Thornwell | 1 anno - $1,4 milioni | L.A. Clippers     |
| 3 settembre 2019 | Marques Bolden      | 10 day                | Duke Blue Devils  |
| 3 settembre 2019 | J.P. Macura         | 10 day                | Charlotte Hornets |
| 21 ottobre 2019  | Alfonzo McKinnie    | 4 anni - $7,3 milioni | G.S. Warriors     |
| 6 gennaio 2020   | Levi Randolph       | Two-way               | Canton Charge     |
| 15 gennaio 2020  | Matt Mooney         | Two-way               | Memphis Hustle    |

### Cessioni
| Data             | Giocatore         | Motivo     | Nuova squadra    |
| ---------------- | ----------------- | ---------- | ---------------- |
| 1 luglio 2019    | Deng Adel         | Rilasciato | Long Island Nets |
| 1 luglio 2019    | Jaron Blossomgame | Rilasciato | Houston Rockets  |
| 1 luglio 2019    | Marquese Chriss   | Rilasciato | G.S. Warriors    |
| 1 luglio 2019    | Channing Frye     | Ritirato   | -                |
| 1 luglio 2019    | David Nwaba       | Rilasciato | Brooklyn Nets    |
| 1 luglio 2019    | Cameron Payne     | Rilasciato | Toronto Raptors  |
| 1 luglio 2019    | Nik Stauskas      | Rilasciato | Saski Baskonia   |
| 15 luglio 2019   | J.R. Smith        | Tagliato   | free agent       |
| 3 settembre 2019 | Levi Randolph     | Tagliato   | free agent       |

### Scambi
| 26 giugno 2019   | Cleveland Cavaliers Draft right per Kevin Porter Jr. (2019 #30)                                                       | Detroit Pistons Scelta 2º giro Draft 2020 (da Utah) Scelta 2º giro Draft 2021 (da Portland) Scelta 2º giro Draft 2023 (da Portland) Scelta 2º giro Draft 2024 (da Miami) Cash considerations per $5,0 milioni |
| 24 dicembre 2019 | Cleveland Cavaliers Danté Exum Scelta 2º giro Draft 2022 (da San Antonio) Scelta 2º giro Draft 2023 (da Golden State) | Utah Jazz Jordan Clarkson |
| 6 febbraio 2020  | Cleveland Cavaliers Andre Drummond                                                                                    | Detroit PistonsJohn Henson Brandon Knight Scelta 2º giro Draft 2023 |